# 來住壽一
來住 壽一（きし じゅいち、1944年（昭和19年）7月16日 - ）は、日本の政治家。元兵庫県西脇市長（1期）。

## 来歴
甲南大学経営学部卒。西脇市役所に入り、助役などを経て、2005年西脇市長選挙に立候補し、当選する。2009年は無投票当選。市長は2期務め、2013年に引退した。